# Antun Milošević
Antun Đurov Milošević (1872. – 1960.)  rimokatolički svećenik, generalni biskupski vikar i povjesničar hrvatske nacionalnosti iz Boke kotorske. Umro je 1960. godine, a pokopan je na groblju crkve sv. Mateja u Dobroti.
Napisao je članke:
- Prilog povijesti admirala Mata Zmajevića
- Prosvjetno-kulturna društva u povijesti Kotora
- Navala afričkih gusara na Perast 1624. godine
- Notatione et memoratu digna Episcopos Catharenses. Schematismus Dioecesis Catharensis pro anno Domini
- Navala Hajredin Barbarose na Boku 1539.
- Braća Marko i Jozo Jovanović iz Dobrote (O njihovoj znamenitoj pobjedi kod Atene g. 1756)
- Prva štamparija u Kotoru  i dr.

Članke je objavio u Starinama, Godišnjaku Pomorskog muzeja u Kotoru,  Glasu Boke, Istorijskim zapisima, Jadranskoj straži i dr. Vodio je svoj dnevnik koji ga čini kroničarem. Danas je dnevnik u Arhivu Kotora.